# The Root of All Evil?

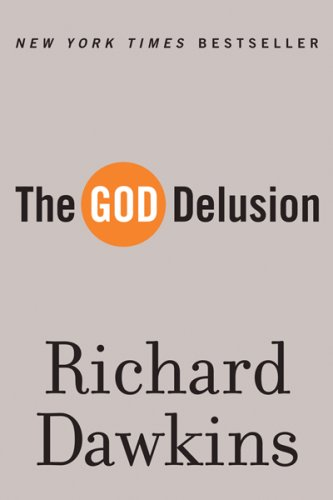
The God Delusion, livre de Richard Dawkins, duquel sont tirés les analyses du documentaire.

The Root of All Evil? (en français La racine de tout le mal ?) est un documentaire télévisé, écrit et présenté par Richard Dawkins, dans lequel il argumente sur le fait que l'humanité serait meilleure en étant débarrassée des religions ou du théisme. Le documentaire fut diffusé pour la première fois en janvier 2006, sous la forme de deux épisodes de 45 minutes chacun (sans compter la publicité intermédiaire), sur la chaine Channel 4 au Royaume-Uni : The God Delusion et The Virus of Faith. Richard Dawkins examine plus en profondeur les sujets traités dans ce documentaire dans son livre The God Delusion, publié en 2006.

## Controverse
Richard Dawkins a indiqué que le titre La Racine de tout le Mal ? n'était pas son choix préféré, mais Channel 4 a insisté afin de créer la controverse. La seule concession des producteurs a été d'autoriser l'ajout du point d'interrogation au titre. Dawkins affirme que la notion de quelque chose qui serait à la racine de tout le mal est quelque chose de ridicule et sans fondement. 